# يوجنو-ساخالينسك

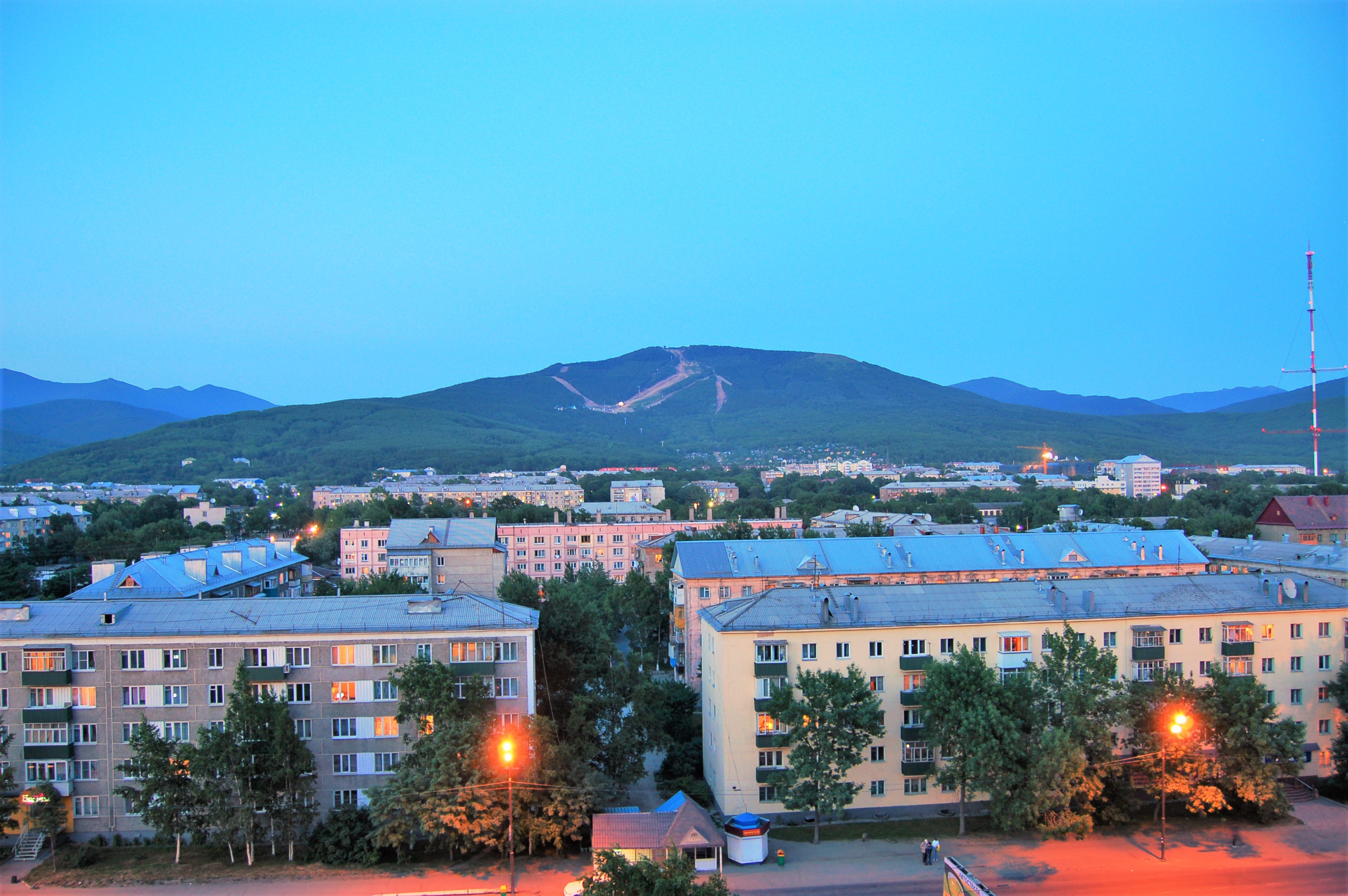
منظر عام لمدينة يوجنو ساخالينسك

يوجنو-ساخالينسك (بالروسية: Южно-Сахалинск) هي إحدى مدن روسيا في الكيان الفدرالي الروسي ساخالين أوبلاست. تقع على جزيرة ساخالين. كان اسم المدينة فلاديمروفكا من سنة 1882 إلى 1905 ثم تويوهارا من 1905 إلى 1946 حيث كانت تحت السيطرة اليابانية.
يبلغ تعداد السكان بها طبقا لتقدير 2002 175085 نسمة ويوجد بها مطار يوجنو-ساخالينسك.

## الموقع
تقع المدينة في الجزء الجنوبي – الشرقي لجزيرة سخالين في وادي نهر سوسويا. تبعد المدينة عن العاصمة موسكو حوالي 10420 كم. ومساحتها أكبر من 900 كيلومتر مربع وتعداد نفوسها 175 ألف نسمة. المدينة مركز ثقافي وعلمي في المقاطعة.

## تاريخه

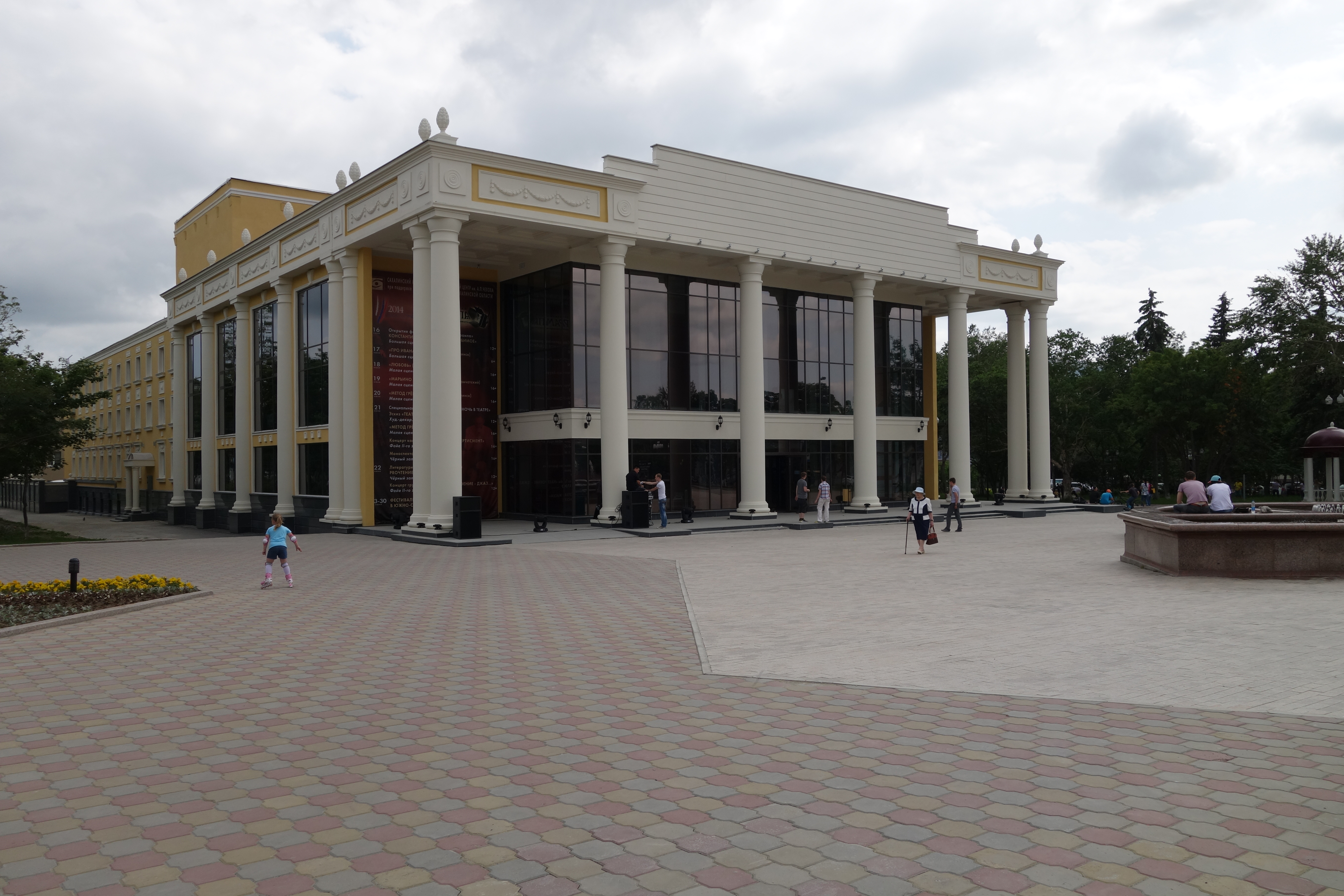
مسرح الدراما الإقليمي في سخالين. يوجنو ساخالينسك

تأسست المدينة عام 1882 بجهود السجناء المنفيين والمحكوم عليهم بالأشغال الشاقة المؤبدة وكان اسمها بلدة فلاديميروفكا. وبعد احتلال اليابان جنوب جزيرة سخالين نتيجة الحرب الروسية – اليابانية وبموجب معاهدة بورتسموث عام 1905 أصبحت تابعة إلى اليابان حتى عام 1945 وكانت تسمى «تويوخارا» وأصبحت مركزا لمحافظة كارافوتو اليابانية. احتلت القوات السوفيتية المدينة في نهاية الحرب الوطنية العظمى وغيّر اسمها إلى يوجنو- سخالينسك وأصبحت مركزا لمقاطعة سخالين.

### بعد استرداد يوجنو-ساخالينسك
بعد تحرير المدينة من السيطرة اليابانية استقبلت المدينة الآف النازحين من مناطق روسيا المختلفة الذين عملوا بكل همة من أجل بناء أحياء سكنية جديدة في المدينة وتطوير اقتصادها، حيث أسست قاعدة متينة للبناء ومصادر الطاقة وأنشئ المجمع الزراعي.

## أهميتها
مدينة يوجنو- سخالينسك مدينة عصرية ذات اقتصاد وبنية تحتية متطورة حيث تتمركز فيها المؤسسات الصناعية الأساسية ومؤسسات النقل والمؤسسات التعليمية والثقافية والعلمية وغيرها. تتطور باستمرار الصناعات المحلية التي تشكل الصناعات الغذائية أساسها. كما تحتضن المدينة مكاتب لشركات صناعية روسية وعالمية تعمل في مجال النفط والغاز والطاقة.
وبسبب الموقع الجغرافي للمدينة فإن سكانها يمثلون قوميات وطوائف عديدة، وتحولت المدينة مع نهاية القرن الماضي إلى مركز عالمي للبزنس حيث تتمركز فيها مقرات ومكاتب لشركات تجارية من دول مختلفة مثل الولايات المتحدة الأمريكية والمملكة المتحدة ودول آسيا ومنطقة المحيط الهادئ.
وتتمركز في المدينة شبكة واسعة من المؤسسات الصحية والعلاجية المختلفة والتي تقدم خدماتها إلى المرضى والمصابين، إضافة إلى وجود معاهد للبحوث الطبية والبيئية المختلفة فيها.

### التعليم
كما تعمل في المدينة مجموعة من الجامعات والمعاهد العليا مثل جامعة سخالين الحكومية (1949) وإضافة إلى الجامعات الحكومية تعمل في المدينة جامعات أهلية وفروع لجامعات حكومية وأهلية أخرى. كما توجد مجموعة من المعاهد المهنية المتوسطة ومدارس الموسيقى والفنون الجميلة. كما هناك معاهد البحوث العلمية مثل معهد بيولوجيا البحار ومعهد جيولوجيا البحار وفرع لأكاديمية العلوم الروسية وغيرها.

### الفن
وتعمل في المدينة مجموعة من المسارح مثل مسرح انطون تشيخوف للدراما ومسرح الدمى وغيرها. كما فيها عدد من المتاحف مثل متحف تاريخ الجزيرة ومتحف الفنون ومتحف سكك الحديد والمتحف الجيولوجي وغيرها كما هناك قاعات لإقامة الحفلات والمعارض الفنية ودور السينما والنوادي الاجتماعية والثقافية والليلية والمكتبات العامة وعدد كبير من المتنزهات والحدائق العامة والجنينات.
من الصعب جداً أن نجد مدن روسية أخرى لها تاريخ مشابه لتاريخ تطور يوجنو – سخالينسك التي تأثرت بثقافات مختلفة وغير متشابهة آسيوية وأوروبية.
لقد مر تاريخ المدينة عبر أحداث تاريخية معقدة، حيث انعكس هذا في مظهرها الخارجي. فبلدة فلاديميروفكا الروسية الصغيرة أصبحت لمدة 40 سنة مركزا لمحافظة كارافوتو اليابانية باسم تويوخارا، ثم عادت إلى أحضان الوطن الروسي ثانية لتصبح مركزا للمقاطعة الروسية الوحيدة المحاطة بالمياه من جميع أطرافها، إنها جزر سخالين التي تمتد إلى 1200 كم. وعددها 56 جزيرة.
المدينة محاطة بطبيعة خلابة من غابات وجبال وأنهار كما تقع بالقرب منها مجموعة من البحيرات مثل بحيرة فافايسكا وازمينتشيفا وغيرها.
توجد في المدينة مجموعة من المعالم المعمارية والتاريخية مثل المنازل الخشبية الباقية من القرن الـ 19 والقرن العشرين، وأيضا مبنى متحف تاريخ المنطقة الذي شُيّد عام 1937 ليكون متحفا لمحافظة كارافوتو. يتضمن هذا المتحف أقسام للأجناس وآخر لأنواع الحيوانات وثالث للنباتات وقسم للتعدين وآخر للتقنيات التي كانت مستخدمة في السجون. المبنى مشيّد على الطراز «نيهون شومي» الياباني وتعني «تاج الإمبراطور».
ومن المباني الأخرى مبنى المتحف الفني الذي افتتح عام 1983. يقع المبنى في وسط المدينة ويعتبر من المعالم التاريخية والمعمارية. شيّد هذا المبنى عام 1930 على الطراز الكلاسيكي الأوروبي الحديث ليكون مقراً للمصرف الياباني وبعد تحرير الجزيرة أصبح مقراً لفرع المصرف السوفيتي. وخصصت قاعة الطابق الأرضي الكبيرة للمعارض الفنية المؤقتة أما قاعات الطابق الثاني فتعرض فيها المعروضات الثابتة «الفنون الروسية القديمة» و«الفنون اليابانية» و«الفنون الكورية» و«الفنون المسيحية» و«الفنون الروسية المعاصرة». تقام في المتحف أمسيات موسيقية وأدبية وحفلات لإحياء المناسبات الوطنية.
ومن المعالم الأخرى كاتدرائية القيامة التي شيّدت عام 1995 لتكون مقراً لأبريشية الجزيرة وأصبحت تحفة معمارية تزين المدينة. المبنى مصمم على الطراز الروسي القديم ويتضمن المبنى برج الأجراس الذي بداخله جرس وزنه طن واحد.
ومن المتنزهات الكبيرة والقديمة في المدينة متنزه غاغارين الذي أنشئ قبل حوالي 100 عام. يتضمن المتنزه مدينة ألعاب ومطاعم ومراقص ومسارح صيفية تقدم الفرق الفنية والمسرحية عروضها على خشبة هذه المسارح كما تقع ضمن حدوده بحيرة فيرخنيه وملاعب للتنس وملعب يتسع لـ 10 الآف متفرج. المتنزه مكان محبب لدى سكان المدينة لقضاء أوقات هادئة ومريحة. أنشئت في المتنزه عام 1954 أول سكة حديد للأطفال في البلاد وهي الوحيدة حاليا في الشرق الاقصى.
كما توجد في المدينة متنزهات وحدائق أخرى مثل حديقة الحيوانات و«بارك أولومبيا» المسقف الذي يمارس هواة لعبة الغولف رياضتهم المحببة تحت سقفه في جميع فصول السنة.
وهناك العديد من المعالم المعمارية والتاريخية الأخرى وكذلك تماثيل ونصب تذكارية تزين شوارع وساحات المدينة العامة.

## معرض صور

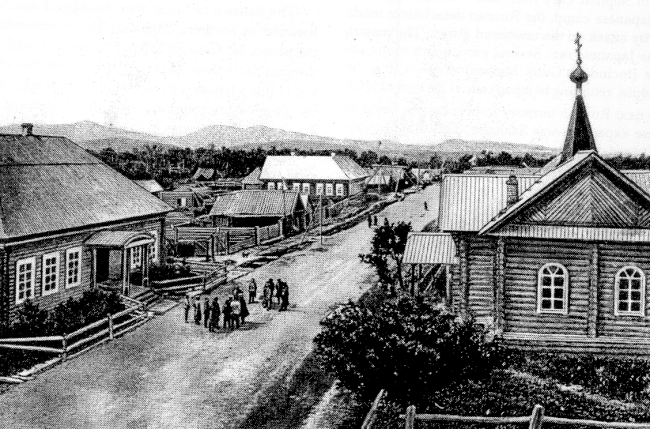
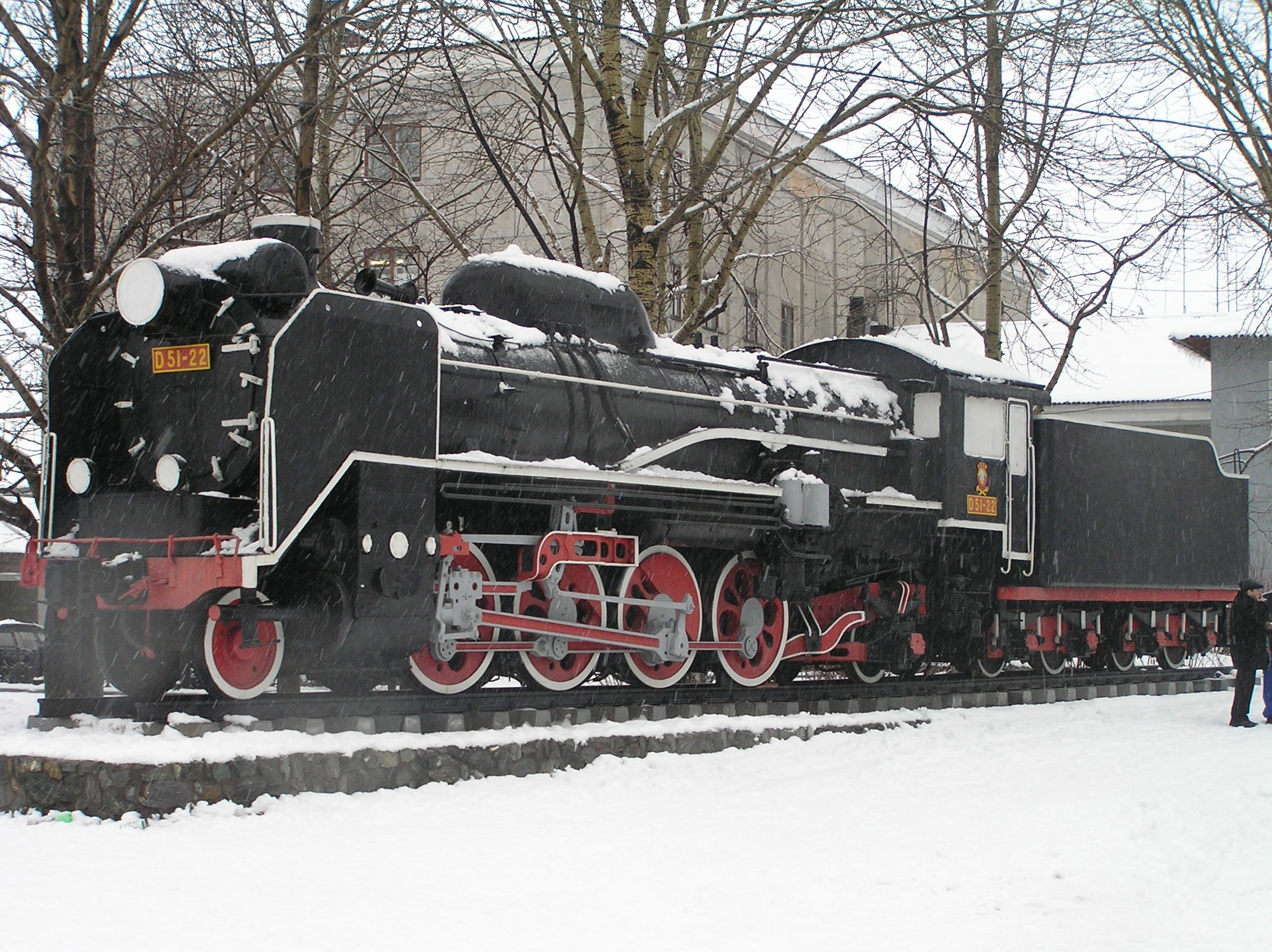
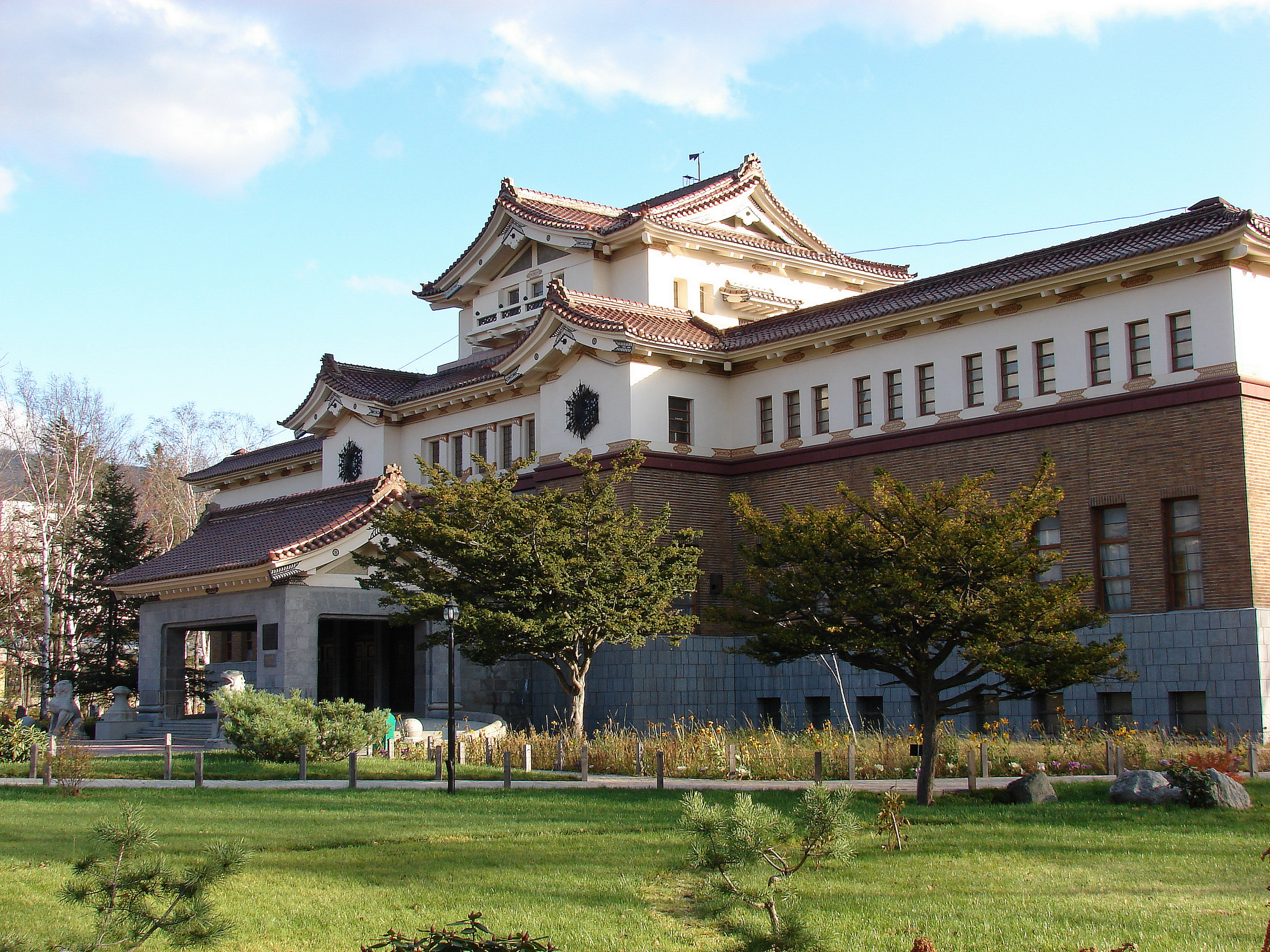

## وصلات خارجية
- Official website of Yuzhno-Sakhalinsk
- Yuzhno-Sakhalinsk: City's History in Architecture
- Yuzhno-Sakhalinsk Blizzard Photos